# 山田かつら
山田かつら（やまだかつら）は、東京都狛江市に本社を置く企業。1956年（昭和31年）12月24日に株式会社として法人化。
1926年（大正15年）、京都から上京してきた山田順次郎が山田かつら店として創業。日活撮影所でかつらとメイクの担当を始めた。かつらと顔の境界線を曖昧にする「網」の技術を開発した順次郎は、黒澤明からも絶大な信頼を受け、「時代劇といえば山田かつら」というイメージを業界に定着させた。
主にフジテレビやテレビ東京のテレビ番組でメイク（美粧）やヘアメイク（結髪・技髪）を担当しているが、一般向けの事業として結婚式でのブライダルヘアメイクやかつらの着装、ヘアメイク講習会などへの講師派遣業務なども行っている。

## 担当番組

### 現在[いつ?]

#### テレビ東京系
- プレミアMelodiX!
- 所さんの学校では教えてくれないそこんトコロ!
- モヤモヤさまぁ〜ず2
- ありえへん∞世界
- ざっくりハイタッチ
- 世界ナゼそこに?日本人 〜知られざる波瀾万丈伝〜
- 〜裏ネタワイド〜 DEEPナイト
- 海を越えた家族愛
- 所さんのビックリ村!〜こんなトコロになぜ?〜

#### フジテレビ系
- めざましテレビ
- めざましどようび
- 奇跡体験!アンビリバボー
- ネプリーグ
- Mr.サンデー
- 超潜入!リアルスコープハイパー
- ワイドナショー
- 爆笑そっくりものまね紅白歌合戦スペシャル
- R-1ぐらんぷり
- あなたの知識をフル解放! クイズ ハキダセ!!
- 呼び出し先生タナカ
- 千鳥の鬼レンチャン
- 日曜報道 THE PRIME
- だれかtoなかい

### 過去

#### テレビ東京系
- 渋谷でチュッ!
- 期間限定!ピカピカ天王洲LIVE
- みゅーじん
- 所さん&おすぎの偉大なるトホホ人物伝
- やりすぎコージー
- ガレッジ ワザーランド→エンジョイガレッジ
- ぷっちぬき
- 撮りッたがり決死隊 トッターマンDS
- ロンブーの怪傑!トリックスター
- 仁義換金
- TVチャンピオン2
- こちらササキ研究所
- ド短期ツメコミ教育!豪腕!コーチング!!
- 音楽ば〜か
- アリケン
- チャンピオンズ〜達人のワザが世界を救う〜
- 感涙!時空タイムス
- メデューサの瞳 〜人を見抜く天才たち〜
- お茶の間の真実〜もしかして私だけ!?〜
- 世界を変える100人の日本人! JAPAN☆ALLSTARS→この日本人がスゴイらしい。 Brand New Japan
- おもてなし音楽バラエティ むちゃ∞ブリ!
- ザ・逆流リサーチャーズ
- 週末YY JUMPing
- あら簡単!世界レシピ
- さまぁ〜ZOO
- ウレロ☆未確認少女
- KOZY'S NIGHT 負け犬勝ち犬
- 〜どうぶつ冒険バラエティ〜ワンダ!
- 仰天クイズ! 珍ルールSHOW
- ツッコミ日本代表2006
- マモレ!絶滅ニンゲン
- 爆問ビジネス研究所
- イラっとくる韓国語講座
- もえ×こん
- たべコレ
- ドリームクリエイター
- 原宿キラキラ学院
- 月刊MelodiX!
- ゴッドタン
- 海外行くならこーでね〜と!
- 特報!B級ニュースSHOW
- お金がなくても幸せライフ がんばれプアーズ!
- 解禁!暴露ナイト
- 雨天中止ナイン
- ピラメキーノ
- 木曜8時のコンサート〜名曲!にっぽんの歌〜
- ドレミファさまぁ〜ず♪
- The Girls Live - 技術協力
- アニメマシテ
- 超歴史ロマン完全決着SP
- 相談バカ一代
- 世界の秘境で大発見!日本食堂
- 世界で働くお父さん
- 味と人情てんこ盛り!激セマ繁盛店
- アスリート感動劇場 〜1億の心に響く物語〜
- ベタベタM!LK

#### フジテレビ系
- 三匹の侍
- 運命GAME
- 夜鳴き弁天
- トリビアの泉 〜素晴らしきムダ知識〜
- クイズ!ヘキサゴンII
- アナ★バン!
- キャンパスナイトフジ
- 情報エンタメLIVE ジャーナる!
- うわさ体感バラエティ くちこみっ
- 金曜日のキセキ
- (株)世界衝撃映像社
- うもれびと
- ミタパンブー
- おノロケ
- クイズ30〜団結せよ!〜
- OV監督
- 奥の深道〜同類くんの旅〜
- AKB自動車部
- 爆笑 大日本アカン警察
- タモリの未来予測TV
- 世界の絶景100選
- ソモサン・セッパ!
- ロケットライブ
- 世界は言葉でできている
- 金爆一家
- Numer0n
- 10匹のコブタちゃん 〜ヤセガマンしないTV〜
- クイズ・ソモサン・セッパ!
- お笑い芸人親子で漫才王座決定戦スペシャル
- タモリのジャポニカロゴス　おもしろ漢字横綱決定戦SP
- あいまい語ペディア
- FNS人気番組対抗!オールスタークイズ
- 1924
- ジャイアントキリング
- お客様は王様かよっ!?
- アウト×デラックス
- 梅沢富美男のズバッと聞きます!
- 世界HOTジャーナル
- ひろいきの
- ミカパン
- 久保みねヒャダこじらせナイト
- 村上マヨネーズのツッコませて頂きます!
- 日本語探Qバラエティ クイズ!それマジ!?ニッポン
- 噺家が闇夜にコソコソ
- バナナマンの決断までのカウントダウン
- うつけもん
- 未来ロケット
- EXILEカジノ
- ジャネーノ!?
- 新春女子アナスペシャル
- 世界おもしろ珍メダル バカデミービデオ大賞
- さんま&くりぃむの芸能界(秘)個人情報グランプリ
- 教えてMr.ニュース 池上彰のそうなんだニッポン
- 中居正広の世界はスゲェ!ココまで調べましたSP
- マバタキー
- 人狼〜嘘つきは誰だ?〜

#### フジテレビONE・TWO・NEXT
- アイドリング!!!

#### TBS系
- 敏感!エコノクエスト
- ハウメニージャパン!
- 8時です!みんなのモンダイ
- お宝発信タワー DAI-NAMO

#### テレビ朝日系
- CLUB紳助
- 肉体の門
- たけしの万物創世紀

#### 日本テレビ系
- 世界一受けたい授業
- 世界最強の勇者たち

#### BS朝日
- キレイのレシピ